# Antun Vrančić
Antun Vrančić ↓1 (Šibenik, 29. svibnja 1504. – Prešov, Slovačka, 15. lipnja 1573.), hrvatski patricij, crkveni prelat, diplomat, pisac, nadbiskup i kardinal. 

## Životopis
Antun Vrančić je još kao mladić otišao iz rodnog Šibenika u Ugarsku, gdje je proveo veći dio života. Studirao je u Padovi, Beču i Krakovu. Kao tajnik ugarskog kralja Ivana Zapolje putovao je po cijeloj Europi u raznim diplomatskim misijama. Kada je došao u sukob s ljudima oko dvora, preselio se u Beč, gdje je postao savjetnik kralja Ferdinanda I., koji ga je 1553. poslao u Carigrad da sa sultanom Sulejmanom pregovara o miru. 
U Carigradu je ostao četiri godine. U znak zahvalnosti za uspješno obavljenu misiju kralj ga je imenovao biskupom jegarskim (naslov je nosio od 17. srpnja 1560. do 25. listopada 1570.) i kraljevim savjetnikom. Dotada je bio i biskupom pečuške biskupije (1554. – 1557.). Na brojnim putovanjima je sakupljao rimske natpise na Balkanu, a tijekom spomenute diplomatske misije u Otomanskom Carstvu, zajedno s poznatim flamanskim humanistom A. B. Busbecqom u Ankari je pronašao Augustov autobiografski spis Djela božanskog Augusta (lat. Res gestae divi Augusti), kasnije nazvan Spomenik iz Ankare (lat. Monumentum Ancyrānum). Kako ga je Vrančić prvi dao tiskati, ovaj je natpis danas poznat i kao Codex Verantianus. 
Vrančić je važan kao književnik koji je pisao pjesme, putopise, rasprave, ali je najznačajnija njegovo dopisivanje s mnogim ondašnjim slavnim ljudima, kao što su Erazmo Roterdamski, Nikola Zrinski, Philipp Melanchthon i drugi. Antun Vrančić je također napisao i životopis hrvatskog bana i biskupa Petra Berislavića.

## Djela
U svojim zemljopisno-povijesnim istraživanjima, Vrančić se osobito rado oslanjao na svoje temeljito poznavanje klasične filologije i brojnih modernih jezika. Sastavio je nekoliko kraćih tekstova takve vrste, primjerice:
- De situ Transylvaniae, Moldaviae et Transalpinae (Položaj Erdelja, Moldavije i Vlaške)
- Vita Petri Berislavi (Životopis Petra Berislavića)
- De rebus gestis Ioannis, regis Hungariae (Djela ugarskog kralja Ivana)

Tim su raspravama bliska i dva nedovršena putopisa, koja se oba bave prvim izaslanstvom u Tursku (1553. – 1557.), a poznata su uglavnom pod kasnijim naslovima: 
- De itinere et legatione sua Constantinopolitana cum fratre Michaele dialogus (Razgovor s bratom Mihovilom o putovanju i poslanstvu u Carigrad)
- Iter Buda Hadrianopolium (Putovanje iz Budima u Drinopolje)[1]

## Napomene
1. ↑1  U spisima se javlja i kao: (lat.) Antonius Verantius, (mađ.) Antal Verancsics.